# Wissam El Bekri
Wissam El Bekri (Thiais, 16 luglio 1984) è un ex calciatore tunisino, di origini francesi, di ruolo difensore.

## Carriera

### Nazionale
Con la maglia della Nazionale ha esordito nel 2005, collezionando 14 presenze e tre reti in tre anni.